# Isla Rossa
Isla Rossa (en italiano: Isola Rossa) es una pequeña isla en el mar Tirreno, frente a la costa sur-occidental del Monte Argentario. El nombre de la isla le fue dado por el color de las rocas que la caracterizan. 
La pequeña isla, carente de estructuras arquitectónicas, es un lugar de descanso y de anidación de gaviotas, además de ser uno de los sitios de buceo más famosos en la zona.
Administrativamente hace parte de la provincia de Livorno, en la región de Toscana en Italia.